# Patrick de Wilde
Pour les articles homonymes, voir de Wilde.
Patrick de Wilde, né à Lille le 5 juillet 1949, est un photographe indépendant français. Il est principalement connu pour ses portraits traités en clair-obscur.

## Biographie

### Études
Après un BAC technique au Lycée Baggio de Lille, Patrick  de Wilde fréquente les Beaux Art puis l'École des Art Décoratifs de Paris avant d’entrer comme boursier en 1969 à l'École supérieure d'arts graphiques Penninghen (ex-Académie Julian), dont il sort diplômé avec mention en 1973. Il en sera membre du jury en 1977.

### Vie privée
Fils unique, Patrick de Wilde est né dans un milieu modeste de parents musiciens. Il est d’abord élevé par ses grands parents dans la campagne lilloise. Son grand père maternel, Albert Ravaux, artisan tôlier, lui transmet le goût du travail bien fait que Patrick gardera toute sa vie, convaincu que le soin apporté aux choses en fait leur valeur. Il s’installe à Paris en 1969 après des études irrégulières. Il se marie en 1976 avec Sophie Vangeluwe, artiste graphiste dont il a fait la connaissance à l’ESAG et qui deviendra la première femme photographe sous-marin professionnelle au monde. Elle se noie en 1999 au large de Marseille.
Il faudra la rencontre avec une cinéaste psychosociologue, Fabienne Bernard, pour qu’il reprenne ses activités professionnelles. Ils créent ensemble la société Paidia (conseil en développement du potentiel humain)et entreprennent une série de reportages sur le chamanisme. Patrick de Wilde a deux enfants hors mariage, Yasmine (1994) et Swann (2000).

### Parcours
Patrick de Wilde entre au groupe Marie Claire Albums comme directeur artistique jusqu’en 1977. Il crée ensuite journaux et magazines pour le compte du groupe Hoche Courcelles Éditions. Puis il monte son propre studio de création avec son épouse, Sophie. En 1981, sous l’impulsion de sa femme [qui aspirait à un autre mode de vie], il s’oriente vers le grand reportage qu’il conjugue alors, et pendant une dizaine d’années, avec une fonction de rédacteur en chef à l’Expansion Voyages.
Il devient photographe indépendant en 1991. Il collabore à Grands Reportages, Terre Sauvage, Animan, BBC WildLife, Aerone, Géo, Ushuaïa, Voyages d’Affaires, Pleine Vie, Terra, Images Doc, etc. Il a publié une trentaine d’ouvrages sur les thématiques des religions asiatiques, des grands espaces, de la vie sauvage et de l’ethnologie [Groupe Flammarion, Le Chêne, Arthaud, Robert Laffont, Hachette, Atlas, Glénat, Milan, de La Martinière]. Les photos tirées de ses derniers ouvrages consacrés aux peuples reculés ont fait l’objet d’expositions à la Maison de l’UNESCO, sur la Place du Louvre, au Réfectoire des Cordeliers, à la Grande Galerie Saint Germain, au Musée de la Médecine, au Grand Palais [Art Paris] et en province au Mans, Avignon, Massy, Blois, Albertville… Elles représentèrent la France au Qatar, dans le cadre du Doh’art festival et ont été présentées à Venise [galerie Minelli] et à Florence (villa Finaly) à l’occasion de la cinquante-cinquième Biennale de Venise (2013). Durant tout ce temps Patrick de Wilde n’a pourtant cessé de dessiner, de peindre, de sculpter.[réf. souhaitée]

### Activités
Patrick de Wilde commence son activité professionnelle de reporter photographe en Asie. Il y travaille notamment sur les religions bouddhistes et jaïnistes, ce qui le conduit à partager le mode de vie des bonzes, notamment en Birmanie et Thaïlande. Il se tourne ensuite vers l’observation des grands espaces sauvages. Il s’adonne à la photographie animalière durant une dizaine d’années. D’abord en Afrique australe et de l’Est puis du côté des Amériques, de la terre de Baffin à la terre de Feu. Il passe cinq étés austraux en Antarctique et îles subantarctiques.[réf. souhaitée]
Il consacre les années suivantes à l’étude des peuplades les plus isolées et à la survivance des coutumes chamaniques. Dès ses premiers voyages au début des années 1980 il réalise des portraits sur fond noir. Il ne cessera d’en faire pour son propre plaisir (une façon privilégié d’entrer en contact avec les gens) jusqu’à ce que les Éditions de La Martinière lui proposent en 2006 d’en faire un livre : A Hauteur d’Hommes, qui connaît un succès remarqué. Il y combine portraits et pensées philosophiques. Le fond noir qu’il utilise comme fil conducteur est hautement métaphorique. Il évoque la nuit mystérieuse de laquelle nous émergeons pour prendre formes. Non une seule forme mais une multitude infinie de visages changeants et incertains avant que cette même nuit ne nous absorbe comme elle nous a engendrés. « Et les photos restent ainsi comme les traces d’un passage, des reliques en quelque sorte, pour assurer que nous avons été. » Les expositions réalisées à partir de son travail dans le cadre de l’UNESCO [commissaire Frédéric Coudreau], puis des facultés Descartes et de la Sorbonne [commissaire Yvan Brohard] présentent autant de façons différentes et singulières d’exister en tant qu’humain.[réf. souhaitée]

## Œuvres

### Livres
- Birmanie, les arcanes de Shwedagon, Robert Laffont Ed.; 1986  (ISBN 2221052439) Photos et textes Patrick de Wilde. Introduction Dominique Lapierre.
- En Thaïlande et Birmanie, Hachette Ed., 1988  (ISBN 978-2-01-013024-3) Photos Patrick de Wilde. Texte Christine Le Diraison.
- Thaïlande, Richer Ed., 1989  (ISBN 2901151353) Photos Patrick de Wilde. Texte Christine Le Diraison.
  - (en) Thaïland, Asia Books Ed., 1989  (ISBN 9748206548) Photos Patrick de Wilde. Texte Christine Le Diraison.
- La Thaïlande des Bonzes, Atlas Ed., 1990  (ISBN 2731208554)  Conception et photos Patrick de Wilde. Texte Christine Le Diraison.
- L’Inde des Jaïns, Atlas Ed., 1991  (ISBN 2731209860) Photos Patrick de Wilde – Texte JP Reymond. Introduction Dominique Lapierre
  - (it) L’India dei Giaina, De Agostini, 1991  (ISBN 884029547X) Foto Patrick de Wilde. Testo JP Reymond. Introduzione Dominique Lapierre.
- Lions de mer, Atlas Ed., 1991  (ISBN 2731209895) Photos Patrick et Sophie de Wilde. Texte Yves Paccalet.
  - (de) Seelöwen, Abenteuer Natur Ed., 1991  (ISBN 3576103074) Fotos Patrick und Sophie de Wilde. Text Yves Paccalet.
  - (nl) Zeeleeuwen, Zuid-hollandsche Uitgeversmaatschappij, 1991  (ISBN 9051123558) Fotos Patrick en Sophie de Wilde. Tekst Yves Paccalet.
- Majestueuse Thaïlande, Atlas Ed., 1991  (ISBN 2731211180) Photos Patrick de Wilde et Suzanne Held. Texte Madi Testard.
- L’Otarie, Milan Ed., 1992  (ISBN 286726765X) Photos Patrick et Sophie de Wilde. Texte Joëlle Pichon.
- Majestueuses Iles grecques, Atlas Ed., 1993  (ISBN 2731213965) Photos Patrick de Wilde. Texte Dimitri Analis.
- Majestueuse Indonésie, Atlas Ed., 1994  (ISBN 2731214880) Photos Patrick de Wilde. Texte Louis Frédéric.
- Majestueuse Floride, Atlas Ed., 1994  (ISBN 273121614X) Photos Patrick de Wilde et Hoa-Qui Images. Texte Michèle Lasseur.
- Majestueux Brésil, Atlas Ed, 1995  (ISBN 2731216158) Photos Patrick de Wilde. Texte JL Peytavin.
- Majestueuses Caraïbes, Atlas Ed., 1995  (ISBN 2731216514) Photos Patrick de Wilde. Texte Jean-Pierre Chanial.
- Majestueuse Afrique du Sud, Atlas Ed., 1995  (ISBN 2731216506) Photos Patrick de Wilde. Texte Louis Frédéric.
- Kenya et Tanzanie, Comex Ed., 1999  (ISBN 2912502314) Photos et textes Patrick de Wilde.
- Afrique du Sud, Comex Ed., 1999  (ISBN 2912502268) Photos Patrick de Wilde. Textes Sophie Richardin.
- Phénoménale Namibie, Hachette/Hoa-Qui, 1999  (ISBN 2912621046) Photos Patrick de Wilde. Textes Jean-Philippe Noël et Patrick de Wilde.
- Phénoménal Botswana, Hachette/Hoa-Qui, 2000  (ISBN 2912621054) Photos et textes Patrick de Wilde.
- Phénoménale Afrique du Sud, Hachette/Hoa-Qui, 2001  (ISBN 978-2-912621-06-1) Photos et textes Patrick de Wilde.
- Majestueux Brésil, Glénat, 2002  (ISBN 2723440664) Photos Patrick de Wilde. Texte JL Peytavin.
- Majestueuses îles grecques, Glénat, 2002  (ISBN 272343804X) Photos Patrick de Wilde. Texte Dimitri Analis.
- Majestueuse Afrique du Sud, Glénat, 2002  (ISBN 2723440672) Photos Patrick de Wilde. Texte Louis Frédéric.
- Le Livre des Grands espaces, Makila Ed., 2003  (ISBN 2912621070) Photos Patrick de Wilde. Textes Ariel Fuchs et Patrick de Wilde.
- Majestueuse Indonésie, Glénat, 2004  (ISBN 2723446506) Photos Patrick de Wilde. Texte Louis Frédéric.
- Mystères et légendes de la mer, Arthaud, 2004  (ISBN 2700395751) Photos Patrick de Wilde et Yves Paccalet. Textes Yves Paccalet.
- Les Îles grecques, Le Chêne, 2004  (ISBN 2842775007) Photos Patrick de Wilde. Textes Renée Grimaud.
- Safaris, Flammarion, 2004  (ISBN 2080113143) Photos et Textes Patrick de Wilde.
  - (en) Safari, Flammarion, 2004  (ISBN 978-20803-0464-3) Photos and Texts Patrick de Wilde.
  - (de) Im Herzen Afrikas, Flammarion, 2004  (ISBN 2080210270) Fotos und Texte Patrick de Wilde.
- Extrême-Sud. Périples antarctiques, Arthaud, 2005   (ISBN 2700313542) Photos Patrick de Wilde. Textes Yves Paccalet et Patrick de Wilde.
- Antartica, Flammarion, 2005  (ISBN 2080113143) Photos Patrick de Wilde. Texts Yves Paccalet et Patrick de Wilde.
  - (en) Antarctica, Flammarion, 2005  (ISBN 2-08-030510-7) Photos Patrick de Wilde. Texts Yves Paccalet et Patrick de Wilde.
  - (de) Die Inseln der Antarktis, Flammarion, 2005  (ISBN 2080210505) Fotos Patrick de Wilde. Texte Yves Paccalet et Patrick de Wilde.
- Majestueuse Floride, Atlas, 2006  (ISBN 2723457095) Photos Patrick de Wilde et Hoa-Qui Images. Texte Michèle Lasseur.
- A hauteur d’Hommes, Éditions de La Martinière, 2006  (ISBN 2732434116) Photos et texte d’introduction Patrick de Wilde.
  - (it) Ad altezza d’uomo, L’Ippocampo Ed., 2006  (ISBN 888858580X) Foto e testo introduttivo Patrick de Wilde.
  - (en) Face Time, Abrams Ed., 2006  (ISBN 0810930811) Photos and introductory text Patrick de Wilde. Translation Laurel Hirsch.
- Majestueuses Caraïbes, Atlas, 2007  (ISBN 2723459209) Photos Patrick de Wilde. Texte Jean-Pierre Chanial.
- Les Îles grecques, Grands Voyageurs, 2008  (ISBN 9782842778743) Photos Patrick de Wilde. Textes Renée Grimaud.
- L’Homme Pluriel, Éditions de La Martinière, 2008  (ISBN 9782732438160) Avec le soutien de l’UNESCO Photos Patrick de Wilde. Textes Axel Kahn.
- Les Âges de la vie, Éditions de La Martinière, 2012  (ISBN 2732451657) Photos Patrick de Wilde. Textes Axel Kahn et Yvan Brohard.
- Les visages de l'invisible, Éditions Chaman, 2016  (ISBN 9782940569144) Textes et photos Patrick de Wilde.